# Mieczysław Opałek
Mieczysław Władysław Opałek (ur. 9 września 1881 we Lwowie, zm. 6 maja 1964 w Nowym Sączu) – historyk Lwowa, poeta, bibliofil, badacz kultury, publicysta, pedagog.

## Życiorys
Urodził się 9 września 1881 we Lwowie, w rodzinie Józefa i Pauliny z Malców. W latach 90. XIX w. uczeń Gimnazjum Franciszka Józefa we Lwowie. Ukończył kursy nauczycielskie. W 1902 współzałożyciel Czytelni Towarzystwa Szkoły Ludowej, a od 1905 nauczyciel m.in. we Lwowie i Rytrze. Członek Związku Strzeleckiego. Po wybuchu I wojny światowej, 26 października 1914, wstąpił do Legionów Polskich. Służył w stopniu szeregowego. Później był żołnierzem Polskiego Korpusu Posiłkowego, w 1917 internowany w Witkowicach. W latach 1918–1920 służył jako ochotnik w Wojsku Polskim.
Po wojnie pracował w zawodzie pedagoga. W 1925 roku współzałożył Towarzystwo Miłośników Książki. Był członkiem zarządu okręgu Związku Legionistów Polskich we Lwowie. W latach 1933–1940 dyrektor Szkoły Męskiej im. św. Marii Magdaleny we Lwowie. Równocześnie redagował „Kronikę Powiatu Rohatyńskiego”, a w latach 1934–1938 „Przegląd Nauczycielski”. Okres do 1939 roku był „złotym” okresem największego rozwoju i świetności szkoły. Szukając nowych form nauczania i kierowania zainteresowań młodzieży powołał do życia organizacje wystaw szkolnych, które jako nowość odbiegały od stereotypów stosowanych. Wystawy „Stulecie Pana Tadeusza” (1934), „Piękno naszych gór” (1936), „Szermierze postępu i wolności” (1937) i inne niosły trwałe wartości poznawcze. Był znanym bibliofilem, miał bogaty zbiór druków bibliofilskich, drzeworytów i litografii z XIX w.
Po II wojnie światowej, przeniósł się ze Lwowa do Przeworska, a następnie Dzikowa. W latach 1945–1948 zabezpieczał księgozbiory podworskie w Przeworsku, Dzikowie i Łańcucie. W latach 1946–1947 był wizytatorem Kuratorium Okręgu Szkolnego w Rzeszowie. Od 1955 mieszkał we Frysztaku.
Jego synem był Bolesław Opałek – żołnierz AK Okręgu Lwów, wieloletni prezes Towarzystwa Miłośników Lwowa i Kresów Południowo-Wschodnich.

## Publikacje
- Gorlice Kraków (1915)[4],
- Z dziejów szkolnictwa galicyjskiego (1913),
- Pamiątkowe odznaki i medale polskie z r. 1914/15, Kraków (1915)[5],
- Pamiątki polskie 1914–1915. Zeszyt drugi. Odznaki, medale, plakiety, pierścionki, Kraków (1916),
- Pamiątki polskie 1914–1917. Odznaki, medale, plakiety. Zeszyt trzeci, Kraków (1917),
- Tarcze Legionów 1914–1917 (1917),
- W dworku na Litwie. Z lat dziecinnych Józefa Piłsudskiego, Kraków (1917)[6],
- Odznaki Obrońców Lwowa i Kresów Wschodnich 1918–1919 (1920),
- Bohaterski Lwów (1921),
- Białe Orły. Rzecz o godle i barwach państwa polskiego (1921),
- Stotrzydzieści lat wśród książek. Lwowscy anktykwarze Iglowie 1795–1928 Lwów (1928),
- Obrazki z przeszłości Lwowa (1931),
- Ze wspomnienia bibliofila (1960).

## Ordery i odznaczenia
- Złoty Krzyż Zasługi (9 listopada 1931)[7][8]
- Srebrny Wawrzyn Akademicki (5 listopada 1935)[9]
- Medal Pamiątkowy za Wojnę 1918–1921[2]